# Spidsen af kuglen
Spidsen af kuglen er det trettende studiealbum fra den danske rockmusiker Johnny Madsen, udgivet i 2007.

## Numre
1. "Jeg elsker dig" – 3:44
2. "Månen over Nuuk" – 3:38
3. "Se se" – 3:26
4. "Dit hus" – 3:24
5. "Kabyssen" – 4:08
6. "Park tøs" – 3:42
7. "Container klang" – 5:53
8. "Kathmandu" – 4:33
9. "Linedanser" – 2:56
10. "Johnson City" – 3:19
11. "Solsikke af stål" – 5:20
12. "Blind by" – 3:51
13. "Spidsen af kuglen" – 4:35